# Messbund
Ein Messbund ist eine Gemeinschaft zum Feiern der Heiligen Messe in besonderem Anliegen.

## Intention des Messbunds

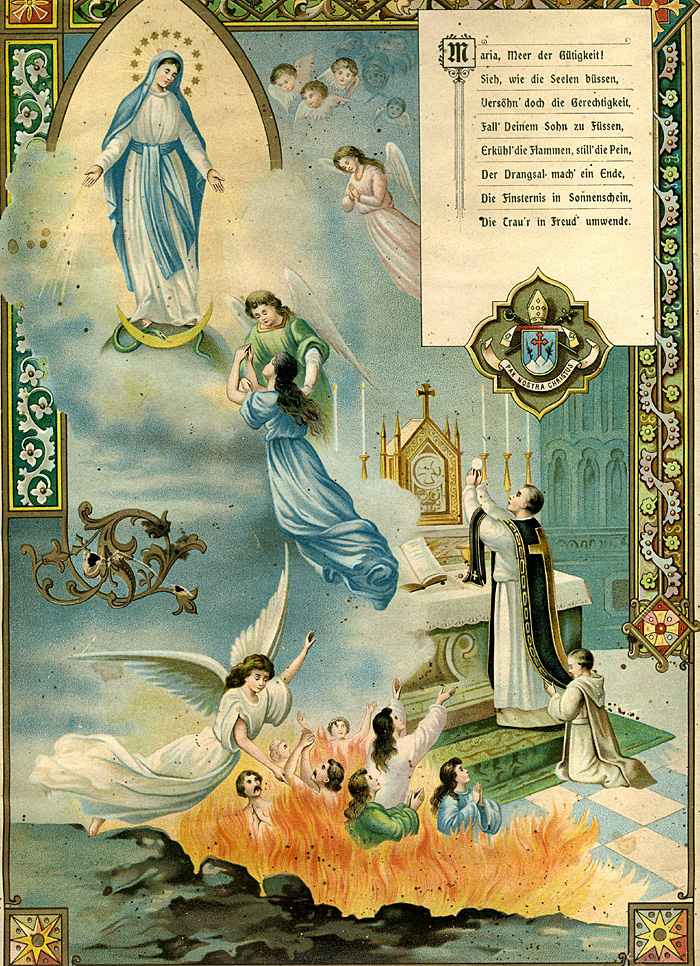
Chromolithographie (um 1900) mit rückseitiger Bestätigung der Mitgliedschaft im Messbund

Ein Messbund ist eine Gemeinschaft von katholischen Diözesan- oder Ordenspriestern und Laien, bei der die Priester sich verpflichten, im Sinne und in der Meinung der Laienmitglieder in bestimmten Abständen eine oder mehrere Heilige Messen zu lesen. Für die Mitgliedschaft im Messbund zahlen die Laien einen meist einmaligen Betrag in festgesetzter Höhe oder sie geben eine Spende nach ihrem eigenen Ermessen.
Die Intention der Mitglieder ist meistens, für sich, Verwandte oder nahestehende Verstorbene eine Verkürzung oder gänzlichen Nachlass der Bußzeiten für lässliche Sünden im Fegefeuer zu erreichen. Da die Heilige Messe nach katholischer Auffassung das höchste und wertvollste Gebet zu Gott ist, erhofft man sich davon die größtmögliche Erhörung seines Anliegens. Als Mittlerin wird oft die Unbefleckte Empfängnis und Gottesmutter Maria angerufen.
Personen können sich selbst, Verwandte oder Verstorbene in den Messbund aufnehmen lassen und erhalten ein Bild mit dem Namenseintrag des Mitgliedes als Aufnahmebestätigung.

## CIC und Messstipendium
Das Messelesen mit einer bestimmten Intention gegen Entgelt ist im Codex Iuris Canonici (CIC), einem Buch des römisch-katholischen, kirchlichen Rechts, in den Paragraphen (canones) 945 bis 958 unter dem Begriff Messstipendium („de oblata ad missae celebrationis stipe“) festgelegt. Da nach dem CIC insbesondere nur eine Intention je Messe appliziert werden darf, steht ein einzelner Diözesanpriester, weniger Priester- oder Ordensgemeinschaften mit mehreren Geistlichen, vor einem Problem, wenn mehr Messstipendien zusammenkommen, als Messen gelesen werden können. Man hilft sich in der Regel mit der Weitergabe der Messstipendien an andere Priester oder in Missionsgebiete, denen dann auch die Einnahmen zugutekommen, oder widmet eine Messintention mehreren Verstorbenen oder gar allen armen Seelen im Fegefeuer. Des Weiteren schreibt der CIC unter anderem vor, dass der zelebrierende Priester täglich nur ein Messstipendium für sich behalten darf, auch wenn er mehrere Messen am Tag liest; über die Verwendung weiterer Einnahmen, etwa für mildtätige oder Missionszwecke, entscheidet das Ordinariat, bzw. der Obere bei Ordenspriestern.

## Geschichtliches zum Messbund
Der Messbund besteht für die Zeit, während der die ausrichtende Priesterschaft existiert. Messbünde wurden wahrscheinlich erstmals in der zweiten Hälfte des 19. Jh. gegründet und bestehen heute noch oder haben sich inzwischen zufolge widriger Umstände aufgelöst. Zu den frühen Gründungen zählt der heute noch existierende Messbund der Mariannhill-Missionare, der bereits von deren Gründer und erstem Abt Franz Pfanner gegründet wurde, und heute noch besteht und der 1897 gegründete „Messbund zu Ehren der Unbefleckt Empfangenen Gottesmutter Maria und zum Troste der armen Seelen im Fegefeuer“ (siehe BILD) der Olivetaner Mönche des Klosters auf Schloss Tanzenberg (Kärnten), deren Ordensniederlassung die Drangsalierung des Nationalsozialismus letztlich nicht überstanden hat.
Einige heutige Messbünde siehe Weblinks.

## Mitgliedsbeitrag
Nur die Priesterbruderschaft St. Petrus (s. Weblinks) erwartet einen festen, einmaligen Beitrag in Höhe von 125,00 oder 275,00 Euro für die Aufnahme einer Einzelperson bzw. einer Familie in den Messbund. Andere Gemeinschaften stellen z. T. Formulare ins Internet, in denen das Mitglied nach eigenem Ermessen eine einmalige oder regelmäßig abbuchbare Spende gibt. Über die Zuwendungen und Gebetsmeinungen der Messbundmitglieder ist Buch zu führen.

## Messbund und Ablass
Bezahlung und meist gleiche Intention, nämlich einen teilweisen oder gänzlichen Erlass der zeitlichen Fegefeuerstrafen zu erreichen, rücken die Intention des Messbundes bzw. des Messstipendium gelegentlich in die Nähe des kritisch zu sehenden Ablassgedankens. Während der  Ablass (bei Erfüllung aller Regularien) durch einen verbindlichen Rechtsakt der kirchlichen Lehrautorität (d. i. der Papst als Stellvertreter Gottes auf Erden) vermittelt wird, kann das Gebet des Priesters in der Heiligen Messe nur eine Fürbitte in der Meinung der Gläubigen um die Gnade Gottes sein. Der CIC sagt in can. 947 wörtlich: „Von dem Messstipendium ist selbst jeglicher Schein von Geschäft oder Handel gänzlich fernzuhalten“, was sinngemäß auch für den Messbund gilt.

## Verwandte Themen
- Messstipendium
- Lässliche Sünde
- Ablass